# 기간토피테쿠스
기간토피테쿠스(Gigantopithecus)는 이 때까지 발견된 영장류 중 제일 크며, 50만년 전에 멸종되었다. 이 동물은 쾨니히스발트에 의해 발견된 영장류이다.